# گونکان-بوگیو
گونکان-بوگیو (به ژاپنی: 軍鑑奉行 Gunkan-bugyō)، همچنین به عنوان کایگون-بوگیو شناخته می‌شود، مقام‌های شوگون‌سالاری توکوگاوا در دوره ادو ژاپن بودند. انتصاب در این دفتر برجسته معمولاً از دایمیوهای فودای بود. تفاسیر متعارف این عناوین ژاپنی را به عنوان «کمیسیون»، «نظارت» یا «فرماندار» تعبیر کرده‌اند.
این عنوان «شوگون‌سالاری» یک مقام مسئول در امور دریایی را مشخص می‌کند. این دفتر در ۲۸ مارس ۱۸۵۹ ایجاد شد. ایجاد این سمت جدید یک تغییر اداری بود که به دلیل دو معاهده ای که با آمریکایی‌ها مذاکره شد ضروری تشخیص داده شد. مقررات بندر باز بخشی از عهدنامه کاناگاوا در سال ۱۸۵۸ بود که نتیجه آن بود. دومین حضور متیو سی. پری در بندر توکیو با رزمناوهای مسلح.
به‌طور دقیق‌تر، این «بوگیو» به دلیل عهدنامه دوستی و تجارت بین ایالات متحده آمریکا و ژاپن که در سال ۱۸۵۸ توسط نماینده آمریکایی تاونسند هریس - عهدنامه دوستی و تجارت بین ایالات متحده آمریکا و ژاپن در سال ۱۸۵۸ مذاکره شده بود، ضروری در نظر گرفته شد.

## فهرست
- میزوئو تادانوری (۱۸۵۹).[۲]
- ناگای نائومونه،  (۱۸۵۹).[۳]
- اینوئه کیوئونائو (۱۸۵۹–۱۸۶۲).[۴]
- اوگوری تاداماسا (۱۸۶۵).[۳]
- تاکه‌آکی انوموتو – کایگون بوگیو- (1866–1868).[۵]
- کاتسو کایشو[۵]
- کیمورا کایشو (۱۸۶۰–۱۸۶۵, ۱۸۶۶–۱۸۶۸)